# EINECS
EINECS is de afkorting voor European INventory of Existing Commercial chemical Substances (Europese lijst van bestaande commerciële [chemische] stoffen).
Deze lijst bevat alle chemische stoffen die door de industrie in de Europese Unie werden geproduceerd of ingevoerd, tussen 1 januari 1971 en 18 september 1981. Dit zijn in totaal iets meer dan 100.000 verschillende stoffen. "Nieuwe" stoffen (deze die op de markt kwamen na 18 september 1981) werden op een andere lijst ingeschreven, de ELINCS (European LIst of Notified Chemical Substances).
Elke stof op de EINECS- (zie ook ELINCS en No-longer-polymers ) lijst heeft een uniek identificatienummer, het EINECS-nummer beginnend met het cijfer 2..- of 3..-.
Het onderscheid tussen "bestaande" en "nieuwe" stoffen vloeit voort uit een beslissing van de Europese Commissie uit 1981 dat voortaan de producent of invoerder van een chemische stof, vooraleer deze stof op de markt te brengen, een 'kennisgeving' moet overmaken aan de bevoegde overheid; deze kennisgeving bevat onder andere alle beschikbare inlichtingen met betrekking tot de voorziene onmiddellijke of latere gevaren van die stof voor mens en milieu. Op basis van deze kennisgeving kan de bevoegde overheid eventueel beslissen dat de stof niet op de markt mag gebracht worden. Deze regel gold evenwel niet voor de "bestaande" stoffen op de EINECS-lijst. Hiervoor werd in 1993 een systeem van risicobeoordeling ingevoerd; deze beoordeling gebeurt evenwel niet door de industrie maar door de overheid zelf. Dit is een ingewikkelde en langdurige procedure, met als gevolg dat in 2004 slechts voor een handvol bestaande stoffen zulk een risicobeoordeling voltooid was. Om te komen tot een vlotter hanteerbaar systeem voor het identificeren van de gevaren van chemische stoffen, zonder het kunstmatig onderscheid tussen "bestaande" en "nieuwe" stoffen, heeft de Europese Commissie daarom het REACH systeem uitgewerkt (Registration, Evaluation and Authorisation of CHemicals), dat vanaf 1 juni 2007 in werking is getreden.